# Shiraserenna
Die Shiraserenna (norwegisch für Shiraserinne, japanisch 白瀬海底谷 Shirase Katei-koku, deutsch ‚Shirase-Unterseetal‘) ist ein 100 km langer 1650 m unter dem Meeresspiegel liegender Subglazialgraben im ostantarktischen Königin-Maud-Land. Er erstreckt sich vom Shirase-Gletscher in nördlicher Richtung zur Lützow-Holm-Bucht an der Prinz-Harald-Küste.
Japanische Wissenschaftler ermittelten seine Ausdehnung zwischen 1959 und 1981. Sie benannten ihn 1989 nach dem japanischen Polarforscher Shirase Nobu (1861–1946), Leiter der Ersten Japanischen Expedition (1910–1912). Wissenschaftler des Norwegischen Polarinstituts übertrugen die japanische Benennung 1990 ins Norwegische.